# تورکویچی، فوینیتسا
تورکویچی، فوینیکا (به لاتین: Turkovići (Fojnica)) یک منطقهٔ مسکونی در بوسنی و هرزگوین است که در Fojnica واقع شده‌است.